# Rally de Montecarlo de 1996
El Rally de Montecarlo de 1996 fue la 64.ª edición del rally y la primera ronda de la Copa del Mundo de Rally de 2 Litros por lo que por primera vez desde 1973 no era puntuable para el Campeonato del Mundo. Se celebró entre el 20 y el 25 de enero.

## Clasificación final
| Pos. | Piloto              | Copiloto         | Automóvil                    |
| ---- | ------------------- | ---------------- | ---------------------------- |
| 1.   | Patrick Bernardini  | Bernard Occelli  | Ford Escort RS Cosworth      |
| 2.   | Francois Delecour   | Herve Sauvage    | Peugeot 306 Maxi             |
| 3.   | Armin Schwarz       | Klaus Wicha      | Toyota Celica GT-Four ST-205 |
| 4.   | Bernard Beguin      | Christian Tilber | Subaru Impreza 555           |
| 5.   | Pierre-Cesar Baroni | Denis Giraudet   | Subaru Impreza 555           |
| 6.   | Yvan Postel         | Colette Neri     | Subaru Impreza 555           |
| 7.   | Daniel Ducruet      | Freddy Delorme   | Lancia Delta HF Integrale    |
| 8.   | Maurizio Verini     | Baldovino Dassu  | Lancia Delta HF Integrale    |
| 9.   | Evgeniy Vasin       | Alexey Shchukin  | Opel Astra GSI               |
| 10.  | Erwin Weber         | Manfred Hiemer   | Seat Ibiza Kit car           |

| Predecesor: - | Copa 2L 1996 | Sucesor: Portugal 1996 |